# VNTR
VNTR (z ang. variable number of tandem repeats – zmienna liczba powtórzeń tandemowych) – miejsce w genomie zawierające powtarzający się motyw więcej niż 3 nukleotydów, np. ...ACTGACTGACTGACTGACTG... Sekwencję taką można zapisać w formacie np. (ACTG)n, gdzie n oznacza liczbę powtórzeń motywu ACGT. W powtórzeniach tandemowych powtarzające się fragmenty są ułożone jeden obok drugiego (jeśli powtarzające się fragmenty są rozdzielone innymi sekwencjami, noszą one nazwę powtórzeń rozproszonych). Loci VNTR na ogół charakteryzują się wysokim poziomem zmienności w populacji. Można je podzielić ze względu na długość motywu na sekwencje mikrosatelitarne o długości motywu od 4–5 par zasad (bp) i sekwencje minisatelitarne (czasem utożsamiane z VNRT) o długości motywu od 6 (czasem minimalna liczba określana jest jako większa, np. 16 lub 20 bp) do ok. 100 par zasad (niektórzy autorzy wskazują mniejszą liczbę, np. 64 bp). Do sekwencji powtarzalnych należy również satelitarne DNA.
W genetyce, biologii molekularnej oraz inżynierii genetycznej znajdowanie liczby powtórzeń motywu w locus ułatwia odczytywanie DNA organizmów. Po raz pierwszy metoda VNTR została zastosowana w procesie tworzenia genetycznej mapy człowieka. Technika VNTR opiera się na analizie tandemowo powtarzających się sekwencji par zasad o długości kilkunastu do kilkudziesięciu nukleotydów. Liczba powtórzeń sekwencji minisatelitarnych może wynosić nawet do 1000 i jest często zróżnicowana wśród genotypów tego samego gatunku biologicznego, co jest powodowane licznymi zdarzeniami rekombinacyjnymi.

## Historia VNTR
Pierwszy wysoko zmienny region został wyizolowany z biblioteki ludzkiego DNA w 1980 r. Opisano wówczas obecność 8 alleli o różnej długości u 11 analizowanych osobników. Heterozygotyczność próby wyniosła 0,79. Wynik tych badań stanowi o ich jednoznacznej przewadze nad klasycznym systemem markerów RFLP. W następnych latach wykryto kilka innych zmiennych regionów związanych z genem insuliny, genem i pseudogenem zeta-globiny i onkogenem HRas. W przeprowadzonej analizie sekwencji nukleotydowych opisanych elementów potwierdziła charakter polimorfizmu oparty na występowaniu zmiennej liczby tandemowo powtarzalnych jednostek. Dodatkową zaletą nowego systemu markerowego, jak się okazało, jest możliwość używania wielu enzymów restrykcyjnych, wynikająca z polimorfizmu insercyjno-delecyjnego.
W 1985 r. Alec Jeffreys opisał krótką sekwencję złożoną z czterokrotnego powtórzenia motywu 33 par zasad, zlokalizowaną w pierwszym intronie ludzkiego genu mioglobiny. Podobne sekwencje odnaleziono także w innych wysoko zmiennych obszarach genomu. Motyw GGGNNGTGGGG występuje w wielu opisanych rejonach charakteryzujących się zmienną liczbą tandemowych powtórzeń i jest częścią jednostki powtarzającej się każdego locus minisatelitarnego. Ten rdzeniowy rejon jest prawdopodobnie odpowiedzialny za tworzenie się minisatelitów przez inicjację tandemowej duplikacji unikatowych sekwencji DNA i utrzymywanie różnorodności w liczbie jednostek powtórzonych danego locus dzięki nierównemu crossing-over między jednostkami.

## Charakterystyka VNTR
Sekwencje minisatelitarne są wysoce mutowalne, ze wskaźnikami mutacji germinalnych szacowanymi pomiędzy 10−3 a 10−7 na podział komórki. Ten wskaźnik mutacji, który znacznie przewyższa wskaźnik SNP, czyni VNTR przydatnymi w metodzie genetycznych odcisków palców. Przewiduje się również, że VNTR charakteryzują się wysoką heterozygotycznością, wahającą się od 43% do 59%, a liczba kopii kilku loci VNTR jest u ludzi zróżnicowana populacyjnie, co sugeruje, że te VNTR nie byłyby przydatne w badaniach populacyjnych. Ponad połowa z dotychczas zidentyfikowanych ludzkich loci VNTR jest zlokalizowana w pobliżu lub w obrębie genów, a niektóre z nich występują w obrębie kodujących eksonów. Dlatego też potencjalny wpływ VNTR-ów na ekspresję genów lub produktów białkowych jest znaczny. Wykazano, że VNTR zawierają miejsca wiążące czynniki transkrypcyjne, takie jak NF-κB i Myc/HLH, są związane ze zmianami w poziomie ekspresji genów, w tym ekspresji specyficznej dla danej tkanki, a także z różnicami w splicingu genów.

## Struktura VNTR
Minisatelity składają się z powtarzających się, na ogół bogatych w GC, motywów o długości od 10 do ponad 100 par zasad. Te warianty powtórzeń przeplatają się tandemowo. Niektóre minisatelity zawierają centralną sekwencję (lub „jednostkę rdzeniową”) zasad nukleinowych „GGGCAGGANG” (gdzie N może być dowolną zasadą) lub ogólniej, składają się z motywów sekwencji puryn (adenina (A) i guanina (G)) oraz pirymidyn (cytozyna (C) i tymina (T)). Hiperzmienne minisatelity mają jednostki rdzeniowe o długości 9-64 bp i występują głównie w regionach centromerowych. U człowieka 90% minisatelitów znajduje się w regionie sub-telomerycznym chromosomów. Sama sekwencja telomerowa człowieka jest tandemowym powtórzeniem TTAGGG TTAGGG TTAGGG TTAGGG...

## Markery VNTR
Markery VNTR, jako wysoko informatywny polimorfizm długości fragmentów restrykcyjnych, dotyczący tandemowo powtarzalnych jednostek sekwencji nukleotydowych, zostały po raz pierwszy opisane w 1987 r. przez Yusuke Nakamurę. Użyto sondy oligonukleotydowe komplementarne do tandemowo powtarzalnych regionów genu mioglobiny (sekwencje rdzeniowe), pseudogenu zeta-globiny, genu insuliny, genu X wirusa HBV w celu przeszukiwania kosmidowych bibliotek DNA ludzkiego. Wiele ze sklonowanych, wysoko zmiennych sekwencji nie należało do rodziny sekwencji pochodzących z genu mioglobiny. Z ich sekwencji Nakamura wyprowadził nową sekwencję rdzeniową, różną od sekwencji Jeffreysa – GNNGTGGG – i używając oligonukleotydów na niej bazujących oznaczyli ponad 200 nowych loci. W genomie człowieka występuje prawdopodobnie kilka tysięcy loci VNTR, różniących się sekwencjami rdzeniowymi. Niektóre z nich zlokalizowane są w: końcu 5’ genu insuliny, genie mieliny, regionie JH ciężkiego łańcucha immunoglobuliny, końcu 3’ genu h-ras, genie alfa-globiny, genie kolagenu typu II i genie apolipoproteiny B. Loci VNTR są rozproszone we wszystkich ludzkich autosomach, chromosomie X i regionie homologii X-Y (nie opisano dotychczas sekwencji charakterystycznej dla chromosomu Y), wykazują jednak preferencje do ich terminalnych rejonów. Rozmieszczenie minisatelitów w chromosomach różnych gatunków zwierząt nie jest dokładnie poznane. W 1995 r. wyniki nielicznych jeszcze wówczas badań potwierdzały lokalizację ludzkich minisatelitów w zakończeniach chromosomów, ich niemal równomierne rozproszenie w genomie szczura i pośrednią lokalizację w genomie świni. Odcinki DNA zawierające sekwencje minisatelitarne u świni i szczura często korespondują z cytogenetycznymi markerami terminalnych odcinków chromosomów człowieka.

## Metody genotypowania VNTR
Pomimo ich biologicznego znaczenia, do lat 20. XXI w. zidentyfikowano i szczegółowo zbadano stosunkowo niewiele ludzkich VNTR. Stale rosnąca dostępność dokładnych danych pochodzących z sekwencjonowania całego genomu (WGS, z ang. whole genome sequencing) stwarza jednak możliwość wysokowydajnego genotypowania VNTR w całym genomie. Ponadto pojawienie się zestawów danych WGS uzyskanych bez stosowania PCR zmniejsza tendencyjność selekcji locus i umożliwia lepsze filtrowanie fałszywie dodatnich wariantów VNTR. Niemniej jednak genotypowanie zmienności w miejscach powtórzeń pozostaje wyzwaniem. Niewiele jest dostępnych narzędzi o wysokiej wydajności do genotypowania minisatelitów.
Metody genotypowania VNTR:
- adVNTR – wykorzystany do przewidywania zmienności w 2944 VNTR przecinających regiony kodujące
- VNTRseek – wykorzystuje program Tandem Repeats Finder (TRF) do wykrywania i charakteryzowania TRs wewnątrz odczytów, a następnie mapuje odczytane TRs do TRs w zestawie referencyjnym.  Ponieważ VNTRseek buduje profile wzorców przed mapowaniem, jest odporny na obecność SNP i małych indeli>.

## Zastosowanie VNTR
Markery VNTR szybko okazały się użyteczne w medycynie, m.in.:
- do diagnostyki chorób genetycznych
- jako element badań medycyny sądowej
- metody opierające się na wykrywaniu polimorfizmu fragmentów restrykcyjnych zawierających tandemowe powtórzenia stały się narzędziem genetyki populacyjnej
- źródło markerów o potencjalnym zastosowaniu w analizie sprzężeń i konstruowaniu map genetycznych.